# NGC 4999
NGC 4999 ist eine 12,2 mag helle Balken-Spiralgalaxie mit aktivem Galaxienkern vom Hubble-Typ SBb im Sternbild der Jungfrau auf der Ekliptik. Sie ist schätzungsweise 250 Millionen Lichtjahre von der Milchstraße entfernt und hat einen Durchmesser von etwa 170.000 Lj.

Im selben Himmelsareal befinden sich u. a. die Galaxien NGC 4991 und NGC 4996.
Das Objekt wurde  am 24. Februar 1786 von Wilhelm Herschel mit einem 18,7-Zoll-Spiegelteleskop entdeckt, der sie dabei mit „F, pL, iR, easily resolvable“ beschrieb.